# マーガレッタ・フォスター (初代フェラード女子爵)
初代フェラード女子爵マーガレッタ・アメリア・フォスター（英語: Margaretta Amelia Foster, 1st Viscountess Ferrard、旧姓バーグ（Burgh）、1737年頃 – 1824年1月20日）は、アイルランド貴族。

## 生涯
トマス・バーグ（1758年没）とアン・ダウンズ（Anne Downes、ダイブ・ダウンズの娘）の娘として、1737年頃に生まれた。
1764年12月14日、政治家ジョン・フォスター（1828年没。1785年から1800年までのアイルランド庶民院議長で、1821年にオリオル男爵に叙された）と結婚、2男1女をもうけた。
- ジョン（英語版）（1770年 – 1792年） - アイルランド庶民院議員
- トマス・ヘンリー（英語版）（1772年 – 1843年） - 第2代フェラード子爵、第2代オリオル男爵
- アン・ドロシア（Anne Dorothea、1773年頃 – 1865年3月28日） - 1801年11月15日、第2代ダッファリン＝クレインボイ男爵ジェームズ・スティーブンソン・ブラックウッド（英語版）と結婚[2]

夫の政治における功労が認められた結果、マーガレッタは1790年6月5日にアイルランド貴族であるラウス県におけるコロンのオリオル女男爵に叙され、1797年11月22日にラウス県におけるフェラード女子爵に認められた（いずれもマーガレッタの男系男子に継承権が認められる爵位）。
1824年1月20日にラウス県コロンで死去、息子トマス・ヘンリーが爵位を継承した。